# Tomoaki Kuno
Tomoaki Kuno (født 25. september 1973) er en tidligere japansk fodboldspiller.
Han har spillet for flere forskellige klubber i sin karriere, herunder Kawasaki Frontale.